# Andreas Brehme
Andreas Brehme (Hamburg, 9. studenoga 1960. – München, 20. veljače 2024.) bio je njemački nogometaš i trener. 

## Karijera

### Klupska karijera
Nogometom se počeo baviti u lokalnom klubu HSV Barmbek-Uhlenhorst za koji je igrao petnaest godina. Od 1980. godine igra u drugoligašu Saarbrückenu, a nakon samo jedne sezone prelazi u bundesligaša Kaiserslautern u kojem je ostavio najdublji trag. U pet sezona zabilježio je više od 150 prvenstvenih nastupa. Kasnije, prelazi u Bayern s kojim u sezoni 1986./87. osvaja naslov njemačkog prvaka.
Godine 1988. ostvaruje prvi inozemni transfer kada prelazi u milanski Inter. Interom je u sezoni 1988./89. osvojio Serie A, a 1990./91. osvaja Kup UEFA. Nakon što je u Interu proveo četiri sezone odlazi u Zaragozu gdje se zadržao tek jednu sezonu. Nakon toga se vraća u Kaiserslautern. U drugom mandatu u ovom klubu ubilježio je 120 nastupa, a bio je i dio momčadi koja je osvojila njemačku prvenstvo u sezoni 1997./98. nakon čega je okončao igračku karijeru.

### Reprezentativna karijera
Za (zapadno)njemačku reprezentaciju odigrao je 86 utakmica uz 8 postignutih pogodaka. Na prvenstvu 1990. godine postao je s Njemačkom svjetski prvak, a bio je strijelac jedinog pogotka u finalu s Argentinom (1:0).

### Trenerska karijera
Nakon igračke karijere bavio se trenerskim poslom. Trenirao je Kaiserslautern i Unterhaching, a u Stuttgartu je bio pomoćnik Giovannija Trapattonija.

## Vanjske poveznice
- Profil na fussballdaten.de
- Profil na worldfootball.net
- Profil na national-football-teams.com